# حنك رخو
الحنك الرخو (بالإنجليزية: soft palate)‏ أو شِراع الحَنَك أو الحَفّاف أو الحنك اللين أو الحنك العضلي أو غشاء الحنك هو الجزء الخلفي من الحنك وهو عبارة عن طية ليفية عضلية متحركة ومعلقة بالحافة الخلفية للحنك الصلب. الحافة الخلفية للحنك الرخو حرة ولها في المستوى الناصف استطالة تدعى اللهاة. تمتد من الحنك الرخو في كل جانب ونحو الأسفل طيتان: حنكية لسانية في الأمام وحنكية بلعومية في الخلف بينهما تقع اللوزة الحنكية.

## البنية

### العضلات
توجد خمس عضلات في الحنك الرخو لها دور في البلع والتنفس. وهي:
1. العضلة الموترة لشراع الحنك، التي تسهم في البلع.
2. العضلة الحنكية اللسانية، وتسهم في البلع.
3. العضلة الحنكية البلعومية، وتسهم في التنفس.
4. العضلة الرافعة لشراع الحنك، وتسهم في البلع.
5. عضلة اللهاة، التي تحرك اللهاة.

تعصب الضفيرة البلعومية هذه العضلات عبر العصب المبهم، باستثناء العضلة الموترة لشراع الحنك، التي يعصبها الفرع الفكي من العصب ثلاثي التوائم.

## الوظيفة
الحنك الرخو قابل للحركة ويتكون من ألياف عضلية يغطيها غشاء مخاطي. وهو مسؤول عن إغلاق الممر الأنفي خلال عملية البلع، وإغلاق المجرى التنفسي. خلال العطاس، يحمي الحنك الرخو المجرى الأنفي من خلال تحويل جزء من المفرزات المطروحة نحو الفم.
عند البشر، تتدلى اللهاة من نهاية الحنك الرخو. يحرض لمس اللهاة أو نهاية الحنك الرخو منعكس تهوّع قوي عند معظم الناس.

### الكلام
تعرف الأصوات التي تنتج عن تلامس الجزء الأوسط من اللسان (ظهر اللسان) مع الحنك الرخو بالأصوات الطبقية.
يمكن أن ينسحب الحنك الرخو ويرتفع خلال الكلام للتفريق بين التجويف الفموي (الفم) والتجويف الأنفي من أجل النطق بالأصوات الفموية. إذا كان هذا الفصل غير تام، يخرج الهواء من الأنف ما يجعل الصوت يبدو أنفيًا.

### البنية
توجد ضمن البنية المجهرية للحنك الرخو مجموعات من الألياف مختلفة التوجه تكوّن سطحًا شكله غير منتظم وسماكته غير ثابتة. يتسم النسيج بأنه حشوي مرن غير خطي وتوجه أليافه غير منتظم. تتراوح قيم معامل يونغ من 585 باسكال عند الحافة الحرة الخلفية من الحنك الرخو إلى 1409 باسكال عند ارتباط الحنك الرخو بالفك العلوي. وتفيد هذه الخصائص عند تقييم تأثيرات أجهزة التقويم مثل صفيحة هوتز المستخدمة في حالات الشفة المشقوقة.
أجري التحليل الكمي على الحنك المشقوق ثنائي الجانب وأحادي الجانب لفهم الاختلافات الهندسية في الحنك المشقوق خلال مساريه التطوري والتقويمي. على الرغم من صعوبة إيجاد علامات مميزة يمكن مقارنتها بين الحنك الرخو الطبيعي والحنك المشقوق، وضعت طرق لتقييم الاختلافات في درجة انحناء العرف السنخي، ومساحة السطح ثنائية الأبعاد وثلاثية الأبعاد، وانحدار العرف السنخي.
قدم تحليل العناصر المحدودة نمذجة فعالة مفيدة في توسيع الحنك الرخو وتحسين حركته. استُخدمت أيضًا في تقييم التأثيرات الوجهية القحفية لأجهزة التقويم والشفة المشقوقة.

## الأهمية السريرية

### الأمراض
تشمل أمراض الحنك الرخو الآفات المخاطية مثل الفقاع الشائع (نمط ديسموغلين 3) والذباح الهربسي واللسان الجغرافي بالإضافة إلى الحالات العضلية مثل الحنك المشقوق الخلقي واللهاة المشقوقة.
تترافق الحبرات على الحنك الرخو بشكل أساسي بالتهاب البلعوم بالمكورات الذهبية، لذا فهي غير شائعة لكنها نوعية للغاية. يقدر أن 10-30% من حبرات الحنك الرخو سببها المص، الذي يمكن أن يكون في سياق عادة أو ثانوي لمص القضيب.

## صور إضافية

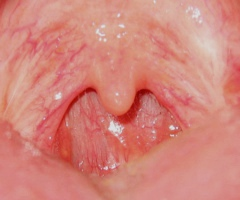
الحنك الرخو بدون اللوزتين (بعد إجراء عملية استئصال اللوزتين).
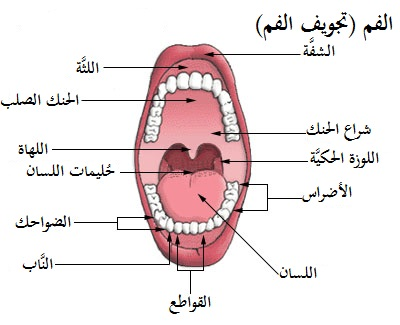
الفم (تجويف الفم)
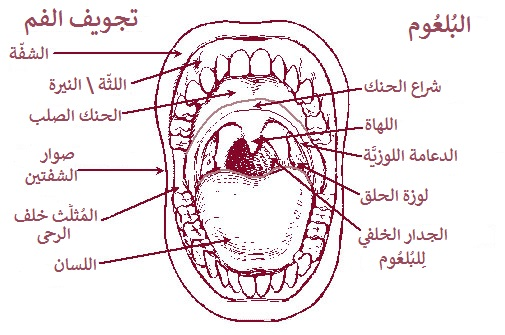
الفم
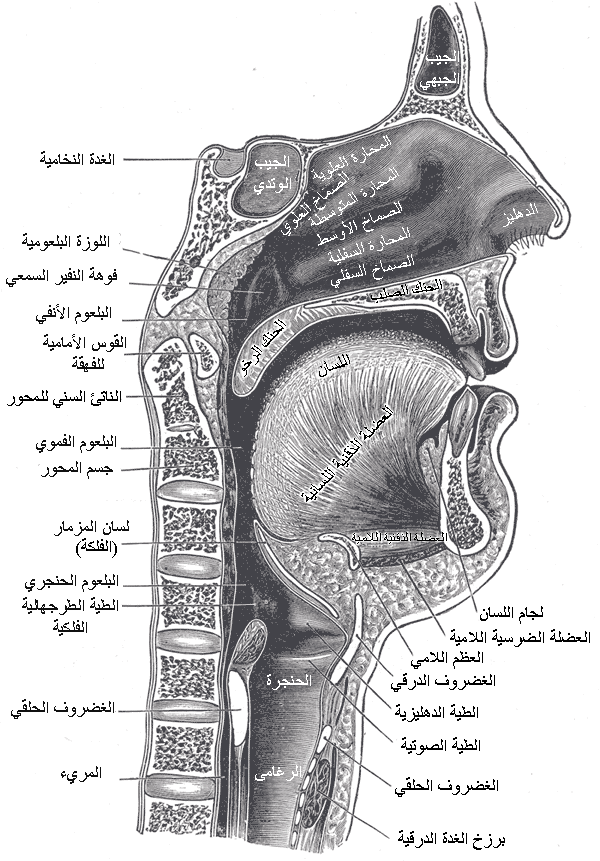
مقطع سهمي للأنف والفم والبلعلوم والحنجرة.
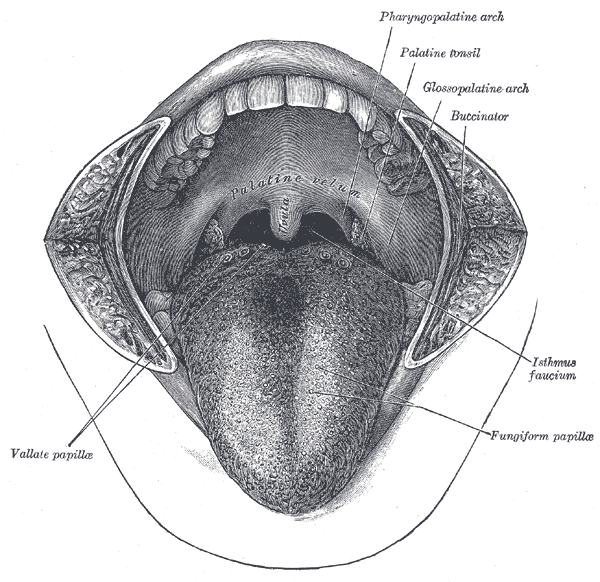
تجويف الفم. تم إجراء شق عرضي في الخدود ويظهر اللسان مزاحا للأمام.
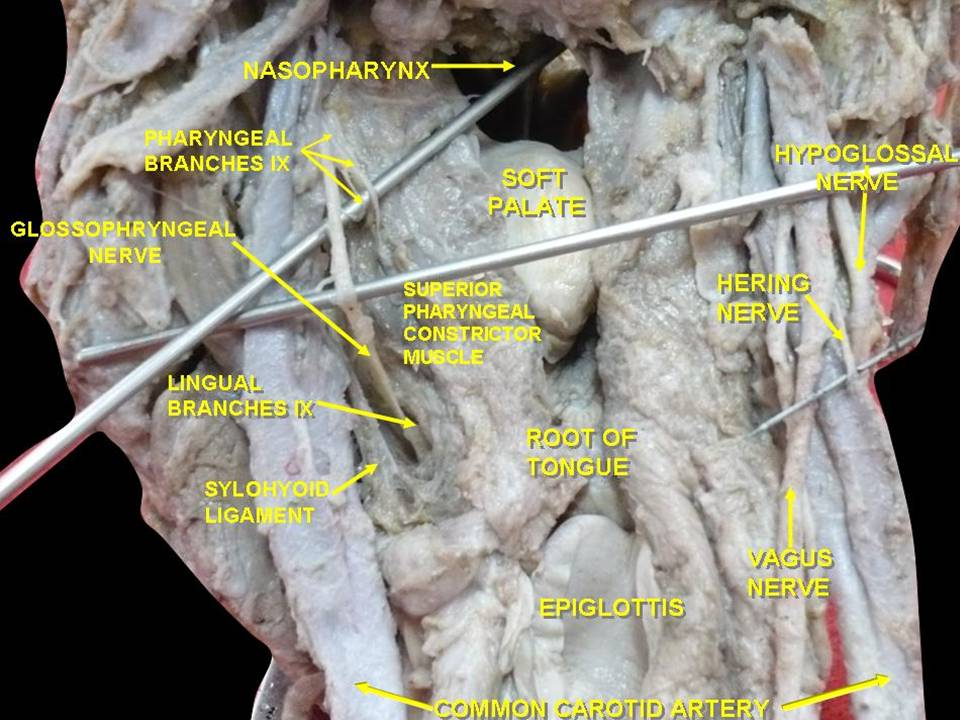
بلعوم الإنسان. نظرة خلفية.
رسم تخطيطي للفم.
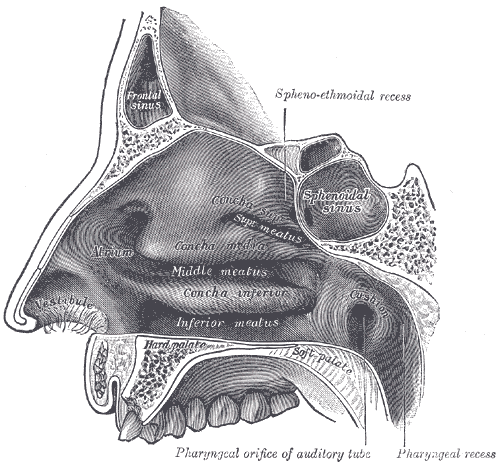
الجدار الجانبي للتجويف الأنف. (يظهر الحنك الرخو في أسفل الصورة إلى اليمين)

## روابط خارجية
- Image at WebMD
- شكل تشريحي: 34:01-03 على موقع مركز سوني دونستات الطبي (تشريح بشري عبر الإنترنت). - "Diagram of the regions of the oral cavity."